# High Roller
High Roller är ett pariserhjul som är placerad på tomten för kasinot The Linq i Paradise, Nevada i USA. Den ägs av Caesars Entertainment Corporation. Pariserhjulet är världens största av sitt slag eller tills bygget av det Dubai-baserade pariserhjulet Ain Dubai blir slutförd.
I augusti 2011 meddelade Caesars att man skulle genomföra en större renovering av kasinot Imperial Palace Hotel and Casino till en kostnad på $550 miljoner och där ett pariserhjul skulle uppföras med namnet High Roller. Imperial Palace blev 2012 The Quad Hotel and Casino. Pariserhjulet slutfördes och invigdes 2014, samma år som The Quad blev det dagens The Linq.